# Resolutie 1427 Veiligheidsraad Verenigde Naties
Resolutie 1427 van de Veiligheidsraad van de Verenigde Naties werd op 29 juli 2002 door de VN-Veiligheidsraad unaniem aangenomen, en verlengde de UNOMIG-waarnemingsmissie in Abchazië met een half jaar.

## Achtergrond
Op de golf van opkomend onafhankelijkheidsstreven van Georgië uit de Sovjet-Unie tegen het einde van de jaren 1980, streefde de Abchazische minderheid in de Abchazische autonome republiek de onafhankelijkheid na, uit angst de autonomie in Georgië te verliezen. Het leidde tot etnische spanningen met de Georgiërs, die in Abchazië de grootste bevolkingsgroep waren.
In 1992 kwam het tot een gewapend conflict, waarbij ook Rusland betrokken raakte, dat het voor de Abchaziërs opnam. Begin 1993 braken zware gevechten uit om de Abchazische hoofdstad Soechoemi. In de zomer van 1993 werd een staakt-het-vuren afgesproken en werd de UNOMIG-waarnemingsmissie opgericht. De val van Soechoemi in september 1993 leidde tot grootschalige etnische zuiveringen tegen de Georgische gemeenschap.

## Inhoud

### Waarnemingen
De daders die een UNOMIG-helikopter neerschoten op 8 oktober 2001, waarbij negen waren omgekomen, waren nog steeds niet gevonden. Ook zaten de onderhandelingen over het conflict in Abchazië nog steeds vast.

### Handelingen
De Raad herinnerde aan de basisprincipes voor de bevoegdheidsverdeling tussen Tbilisi en Soechoemi van de bemiddelaars dat als basis van betekenisvolle gesprekken moest dienen. Om het conflict op te lossen moesten beide partijen concessies doen. De Abchazen weigerden echter over het document gesprekken te voeren.
Intussen waren de spanningen in de Kodorivallei afgenomen en was een protocol ondertekend over de streek. Beide partijen werden opgeroepen te zorgen voor de veiligheid van de bewoners. Beiden werden ook aangezet om het vredesproces opnieuw op te pikken en verder ook te zorgen voor te terugkeer van de vluchtelingen.
Ten slotte werd het mandaat van de UNOMIG-waarnemers verlengd tot 31 januari 2003.

## Verwante resoluties
- Resolutie 1364 Veiligheidsraad Verenigde Naties (2001)
- Resolutie 1393 Veiligheidsraad Verenigde Naties (2002)
- Resolutie 1462 Veiligheidsraad Verenigde Naties (2003)
- Resolutie 1494 Veiligheidsraad Verenigde Naties (2003)

Lijst ·  1387 ·  1388 ·  1389 ·  1390 ·  1391 ·  1392 ·  1393 ·  1394 ·  1395 ·  1396 ·  1397 ·  1398 ·  1399 ·  1400 ·  1401 ·  1402 ·  1403 ·  1404 ·  1405 ·  1406 ·  1407 ·  1408 ·  1409 ·  1410 ·  1411 ·  1412 ·  1413 ·  1414 ·  1415 ·  1416 ·  1417 ·  1418 ·  1419 ·  1420 ·  1421 ·  1422 ·  1423 ·  1424 ·  1425 ·  1426 ·  1427 ·  1428 ·  1429 ·  1430 ·  1431 ·  1432 ·  1433 ·  1434 ·  1435 ·  1436 ·  1437 ·  1438 ·  1439 ·  1440 ·  1441 ·  1442 ·  1443 ·  1444 ·  1445 ·  1446 ·  1447 ·  1448 ·  1449 ·  1450 ·  1451 ·  1452 ·  1453 ·  1454